# پایگاه نظامی بانیجکی ویس
پایگاه نظامی بانیجکی ویس (به انگلیسی: Banjički Vis Military Base) یک فرودگاه نظامی آسفالت است . این فرودگاه در شهر بلگراد کشور صربستان قرار دارد و در ارتفاع ۱۷۸ متری از سطح دریا واقع شده‌است.